# Tenuki
Tenuki (jap. 手抜き) ist ein Begriff aus dem Go-Spiel zur Bezeichnung eines Zugs, der abseits vom vorangegangenen Geschehen gesetzt wird. Hierdurch wird eine lokale Zugfolge unterbrochen. Tenuki kann ein Gambit beinhalten, bei dem ein kleiner Gebietsverlust akzeptiert wird, um die Gesamtentwicklung zu fördern.
Dieses Manöver ist eng mit dem Konzept des Sente (Vorhand; die Initiative ergreifen) und des Gote (Nachhand; sich gegen den Gegner verteidigen, indem man seinen letzten Zug beantwortet) verwandt. Ein Spieler setzt Tenuki, wenn er denkt, dass der letzte Zug des Gegners keine allzu große Bedrohung beinhaltet, und dass er ohne großes Risiko an einer anderen Stelle des Brettes spielen kann.
Erfahrene Spieler versuchen, den Verlauf des Spiels zu kontrollieren, indem sie Züge machen, die für sie in der lokalen Stellung günstige Fortsetzungen bieten und somit den Gegner zwingen, dort zu antworten. Sie suchen nach Schwachstellen in der gegnerischen Position und warten auf eine Möglichkeit, Tenuki zu spielen, sodass sie diese Schwachstellen ausnutzen können. Anfänger sind oftmals etwas ungeduldig und springen in riskanten Manövern unvorsichtig aus Spielsituationen heraus, oder sind im Gegenteil zu vorsichtig um Tenuki zu spielen, ein Fehler, der als „dem Gegner hinterherlaufen“ beschrieben wird. Ein Spieler setzt möglicherweise Tenuki, auch wenn der letzte gegnerische Zug seine lokale Stellung schwächt, wenn er das Gefühl hat, dass sein Zug an anderer Stelle den Gegner noch mehr verletzen könnte. Er wird den Verlust, den er voraussieht, akzeptieren, da er einen viel größeren Vorteil von dem Tenuki als von einer unmittelbaren Antwort erwartet. Spieler spielen auch Tenuki, wenn sie denken, dass der Gegner gezwungen ist, zu antworten. Falls das passiert, können sie zum vorherigen Zug zurückkehren und ihn beantworten.